# Netteswell
Netteswell lub Nettleswell – dzielnica miasta Harlow, w Anglii, w Esseksie, w dystrykcie Harlow. W 2011 osada liczyła 7423 mieszkańców.